# ضائقة (طب)

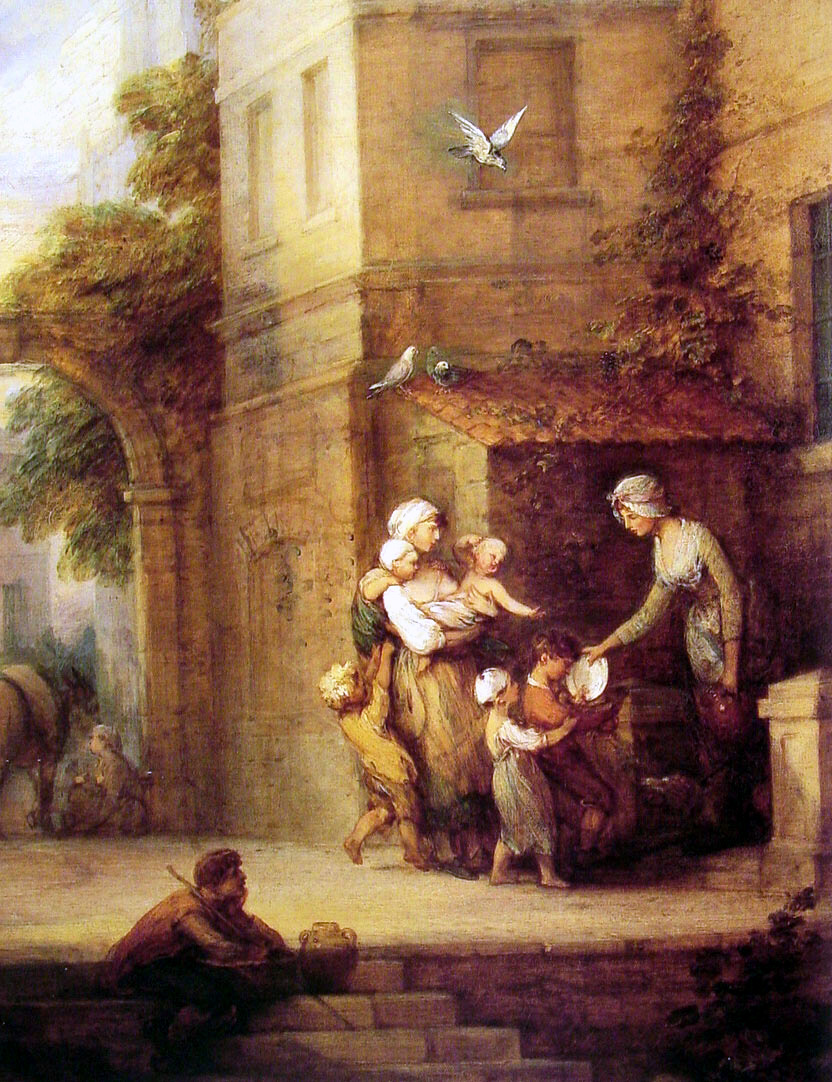
الأعمال الخيرية تخفف الشدة

الضائِقَة في الطب (بالإنجليزية:  Distress)‏ هي حالة مُكرِّهة (مُنفِّرة) والتي يكون فيها الشخص غير قادر على التكيف بشكل كامل مع عوامل الضغط، والضغط النفسي الناتج عنه، ويُظهِر كذلك سلوكات سوء التكيّف.قد تكون جليّة وواضحة بوجود ظواهر مختلفة، مثل : التفاعل الاجتماعيّ غير المناسب (مثل: العدوان أو السلبية أو الانسحاب).
الضائِقَة هي عكس الضغط المفيد، وهو الضغط الإيجابيّ الذي يُحفِّز الناس.

## عوامل الخطر
يمكن أن ينشأ الضغط بسبب التأثيرات، مثل: إجْهاد العمل، والمدرسة، والزملاء أو زملاء العمل، والعائلة، والموت. تأثيرات أخرى تختلف باختلاف العمر.
الناس الذين لديهم ضائقة مستمرة من المحتمل أن يصبحوا مريضين عقليًّا أو جسديًّا. هناك استجابة واضحة مرتبطة بين الضائقة النفسيّة والأسباب الرئيسيّة للوفيات عبر نطاق كامل للضائقة.
يرتبط ازدياد التعليم بالتقليل من الضائقة النفسيّة في كل من الرجال والنساء، وتستمر هذه الآثار خلال عملية تزايد العمر، ليس مباشرةً بعد الحصول على التعليم. ومع ذلك هذا الرابط يقلّ مع ازدياد العمر. الآلية الرئيسيّة هي أنّ مستوى التعليم الأعلى يلعب دورًا أكبر في تقليل الضغط عند الرجال؛ لذلك هو مرتبط بمصادر سوق العمل أكثر من المصادر الاجتماعيّة كما هو الحال عند النساء.
في الطب السريريّ، الضائقة هي معلومات تمّ جمعها من المريض نفسه مباشرةً، ولها تأثير كبير على جودة حياة المريض. استبانة مقياس القلق والاكتئاب في المستشفى هي الأكثر شيوعًا واستخدامًا لتقييم الضائقة عند المريض. نقاط استبانة مقياس القلق والاكتئاب في المستشفى تُرشِد الطبيب السريريّ ليوصي بتعديلات في نمط الحياة أو مزيدًا من التقييم والفحوصات لاضطرابات عقليّة، مثل: الاكتئاب.

## الإدارة
غالبًا ما يجد الناس طرق للتعامل مع الضائقة، كلا الطريقتين الإيجابيّة والسلبيّة. أمثلة على الطرق الإيجابيّة: الاستماع إلى الموسيقى، والتمارين المُهدِّئة، والتلوين، والرياضة، والمُلهيات الصحيّة. الطرق السلبيّة يمكن أن تحتوي على التدخين ولكن لا تقتصر على -استخدام المخدِّرات بما فيها الكحول، والتعبير عن الغضب، ومن المحتمل أن تؤدي إلى تفاعلات اجتماعيّة معقّدة؛ لذلك تُسبِّب زيادة الضائقة.